# Бленди, мікси та інші музичні пародії
«Бленди, мікси та інші музичні пародії» — спільний альбом гурту Бумбокс та Tonique Le Deejay, випущений 2009 року лейблом Moon records. Включає 12 композицій, з яких 6 пісень — українською, 5 російською та 1 — англійською мовою. Автори говорять, що збірка пісень є суто розважальною та здатною підняти настрій слухачам.

## Композиції
1. Що ти зміг
2. Концерти
3. Одна
4. Стяги на стяги
5. Быть самим собой
6. Хоттабыч
7. Наодинці
8. Королева
9. Поліна
10. Вахтерам
11. та4то

Бонус
1. Come Around